# Oxyde parfait
 (janvier 2010).
Si vous disposez d'ouvrages ou d'articles de référence ou si vous connaissez des sites web de qualité traitant du thème abordé ici, merci de compléter l'article en donnant les références utiles à sa vérifiabilité et en les liant à la section « Notes et références ».
Un oxyde parfait est un composé chimique contenant l'élément oxygène ne réagissant pas avec le dioxygène dans des réactions de combustion. L'oxyde parfait d'un élément chimique est l'oxyde dérivé de cet élément possédant la plus faible réactivité.

## Généralités

### Oxydes parfaits simples

#### Oxydes parfaits de référence
Sont appelés oxydes parfaits de référence les oxydes parfaits des éléments les plus couramment trouvés en chimie, tels que l'azote, le carbone, l'hydrogène et le chlore. Ces oxydes parfaits servent à identifier les oxydes parfaits complexes.
| Élément   | Corps simple | Oxyde parfait |
| --------- | ------------ | ------------- |
| azote     | N2           | N2O           |
| carbone   | C            | CO2           |
| hydrogène | H2           | H2O           |
| chlore    | Cl2          | Cl2O          |

#### Cas général
Considérons un élément chimique X de valence n. Si n est pair, son oxyde parfait sera XOn/2. Si n est impair, son oxyde parfait sera X2On.

#### Exemples d'oxydes parfaits simples
| Élément   | Corps simple | Cation | Oxyde parfait |
| --------- | ------------ | ------ | ------------- |
| azote     | N2           | /      | N2O           |
| carbone   | C            | C4+    | CO2           |
| hydrogène | H2           | H+     | H2O           |
| chlore    | Cl2          | /      | Cl2O          |
| sodium    | Na           | Na+    | Na2O          |
| calcium   | Ca           | Ca2+   | CaO           |
| cuivre    | Cu           | Cu2+   | CuO           |
| aluminium | Al           | Al3+   | Al2O3         |

### Oxydes parfaits complexes

#### Cas général
Un composé chimique est un oxyde parfait complexe si on peut le décomposer en oxydes parfaits simples. Si on considère un composé organique de formule CwNxHyXzOn, c'est un oxyde parfait s'il vérifie :
{\displaystyle 2n=4w+x+y+z}
Autrement dit, si on a :
CwNxHyXzOn → wCO2 + 0.5xN2O + 0.5yH2O + 0.5zX2O

#### Exemples
- L'acide carbonique : H2CO3 → H2O + CO2
- Le méthanetétrol : CH4O4 → 2H2O + CO2
- Le diazènediol : N2H2O2 → H2O + N2O

### Hydroxydes parfaits
Un hydroxyde parfait nait de la réaction d'un oxyde parfait métallique (ou non) avec l'eau. Pour un élément X de valence n, l'hydroxyde parfait sera X(OH)n.

#### Exemples d'hydroxydes parfaits non métalliques
On peut citer comme hydroxydes parfaits non métalliques :
- L'acide carbonique H2CO3 → CO2 + H2O
- L'acide sulfureux H2SO3 → SO2 + H2O
- L'acide hypochloreux 2HClO → Cl2O + H2O

#### Exemples d'hydroxydes parfaits métalliques
On peut dire que n'importe quel cation dérivé d'un métal de valence n (Mn+) donnera un hydroxyde parfait de formule M(OH)n, l'ion hydroxyde étant monovalent. Par exemple :
- L'hydroxyde de fer(II) Fe(OH)2[1]
- L'hydroxyde de cuivre(II) Cu(OH)2
- L'hydroxyde d'aluminium Al(OH)3

## Cas particuliers

### Acides carboxyliques
Même s'ils ne respectent pas la règle des oxydes parfaits organiques complexes, les acides carboxyliques les plus courts (acide formique, acide acétique) peuvent être considérés comme des oxydes parfaits car le groupe carboxyle n'est pas oxydable par le dioxygène contrairement aux alcools et aux aldéhydes.

### Métaux polyvalents
Certains métaux comme le fer sont polyvalents. Ils peuvent alors avoir plusieurs oxydes parfaits : pour le fer, on en a deux : l'oxyde ferreux et l'oxyde ferrique. Ils ont alors plusieurs hydroxydes parfaits.

## Propriétés

### Décomposition par la chaleur

#### Cas général
Les oxydes parfaits minéraux complexes se décomposent en autres oxydes parfaits plus simples sous l'action de la chaleur.

#### Exemples
- Le bicarbonate de sodium : 2NaHCO3 → Na2CO3 + H2O + CO2
- Le carbonate de calcium : CaCO3 → CaO + CO2
- L'hydroxyde de cuivre(II) : Cu(OH)2 → CuO + H2O

#### Exceptions
La plupart des oxydes parfaits organiques se décomposent avec ou sans chaleur : ils sont instables naturellement, notamment les polyols.

### Instabilité

#### Cas général
La plupart des oxydes parfaits organiques sont instables comme le méthanetétrol (et les autres polyols et polyperols) qui se décompose en dioxyde de carbone et en eau.

#### Exemples
- Le méthanetétrol CH4O4 → CO2 + H2O
- L'oxydiméthanetriol ou éther diméthanetriolique C2H6O7 → 2CO2 + 3H2O
- L'éther dicarbamidique C2N2O5 → 2CO2 + N2O

#### Exceptions
Les oxydes parfaits minéraux ne sont pas naturellement instables, ils doivent être chauffés pour se décomposer.

## Diffusion
Les oxydes parfaits minéraux forment l'essentiel (plus de 99 %) de la croûte terrestre notamment sous forme de silice SiO2, silicates, sulfates, carbonates, phosphates, nitrates, oxydes et hydroxydes. En revanche, les oxydes parfaits organiques sont rares.